# صموئيل ماكلروي
صموئيل ماكلروي (بالإنجليزية: Sammy McIlroy)‏ (و. 1954  م) هو لاعب كرة قدم، ومدرب كرة القدم، من المملكة المتحدة، ولد في بلفاست، شارك في كأس العالم لكرة القدم 1986، وبطولة كأس العالم لكرة القدم 1982، يلعب كلاعب وسط.

## التعليم
تعلم في ثانوية أشفيلد للبنين ‏.

## مسيرته الكروية
لعب صموئيل ماكلروي خلال مسيرته الاحترافية مع 6 أندية في ثلاثة وعشرون موسمًا وسجل خلالها 81 هدفًا ضمن 615 مباراة. حيث فاز في موسم واحد بالكأس ولم يفز بأي دوري.
خاض صموئيل ماكلروي مسيرته مع نادي مانشستر يونايتد في موسم 1971–72 ليلعب معه أحد عشر موسمًا، مشاركًا في 342 مباراة سجل خلالها 58 هدفًا. ثم انتقل إلى نادي ستوك سيتي في موسم 1981–82 ليلعب معه أربعة مواسم، حيث شارك في 133 مباراة سجل خلالها 14 هدفًا. لينتقل بعدها إلى نادي مانشستر سيتي في موسم 1985–86 ولمدة موسمين، مشاركًا في 13 مباراة سجل خلالها هدفًا واحدًا. ثم انتقل إلى نادي أورغريته ما بين عامي 1986 و1987 لمدة موسم واحد، مشاركًا في 7 مباريات ولم يسجل أي هدف. هذا وانتقل لاحقًا إلى نادي بوري في موسم 1986–87 ليلعب معه أربعة مواسم، مشاركًا في 100 مباراة سجل خلالها 8 أهداف. ثم انتقل بعدها إلى نادي بريستون نورث إيند في موسم 1989–90 لمدة موسم واحد، مشاركًا في 20 مباراة ولم يسجل أي هدف.

## روابط خارجية
- صموئيل ماكلروي على موقع الاتحاد الأوربي (الإنجليزية)
- صموئيل ماكلروي على موقع قاعدة بيانات كرة القدم.إي يو (الإنجليزية)
- صموئيل ماكلروي على موقع ناشيونال فوتبول تيمز (الإنجليزية)
- صموئيل ماكلروي على موقع Soccerbase.com (لاعب) (الإنجليزية)
- صموئيل ماكلروي على موقع Soccerbase.com (مدرب) (الإنجليزية)